# Torpedo adenensis
Torpedo adenensis is een vissensoort uit de familie van de sidderroggen (Torpedinidae). De wetenschappelijke naam van de soort is voor het eerst geldig gepubliceerd in 2002 door Carvalho, Stehmann & Manilo.